# NGC 6630
NGC 6630 (другие обозначения — ESO 103-26, IRAS18278-6319, PGC 62008) — галактика в созвездии Павлин.
Этот объект входит в число перечисленных в оригинальной редакции «Нового общего каталога».